# Delias alepa
Delias alepa är en fjärilsart som beskrevs av Jordan 1912. Delias alepa ingår i släktet Delias och familjen vitfjärilar. Inga underarter finns listade i Catalogue of Life.